# دوري مونتسرات لكرة القدم 2004
دوري مونتسرات لكرة القدم 2004 هو موسم من دوري مونتسرات لكرة القدم. فاز فيه Ideal SC ‏.